# Министру-Андреаза

Министру-Андреаза на карте штата.

Министру-Андреаза (порт. Ministro Andreazza)  —  муниципалитет в Бразилии, входит в штат Рондония. Составная часть мезорегиона Восток штата Рондония. Входит в экономико-статистический микрорегион Какоал. Население составляет 10 751 человека на 2017 год. Занимает площадь 798,08 км². Плотность населения — 13,47 чел./км².

## Демография
Согласно сведениям, собранным в ходе переписи 2010 г. Бразильским институтом географии и статистики, население муниципалитета составляет:
| Полное население                               | Полное население                               | Полное население                               | Полное население                               | 10 352 |
| ---------------------------------------------- | ---------------------------------------------- | ---------------------------------------------- | ---------------------------------------------- | ------ |
| в том числе:                                   | Городское население                            | 3 074                                          | Процент городского населения, %                | 29,69  |
|                                                | Сельское население                             | 7 278                                          | Процент сельского населения, %                 | 70,31  |
|                                                | Мужское население                              | 5 304                                          | Процент мужского населения, %                  | 51,24  |
|                                                | Женское население                              | 5 048                                          | Процент женского населения, %                  | 48,76  |
| Плотность населения, чел/км²                   | Плотность населения, чел/км²                   | Плотность населения, чел/км²                   | Плотность населения, чел/км²                   | 12,97  |
| Население муниципалитета в % к населению штата | Население муниципалитета в % к населению штата | Население муниципалитета в % к населению штата | Население муниципалитета в % к населению штата | 0,66   |

По данным переписи 2017 года население муниципалитета — 10 751 житель.

## Важнейшие населенные пункты
| № | Населённый пункт  | Населённый пункт (порт.) | Категория | Население чел. (2010) | На карте                        |
| - | ----------------- | ------------------------ | --------- | --------------------- | ------------------------------- |
| 1 | Министру-Андреаза | Ministro Andreazza       | город     | 3074                  | 11°11′50″ ю. ш. 61°31′03″ з. д. |